# 12 concerti grossi, op. 6

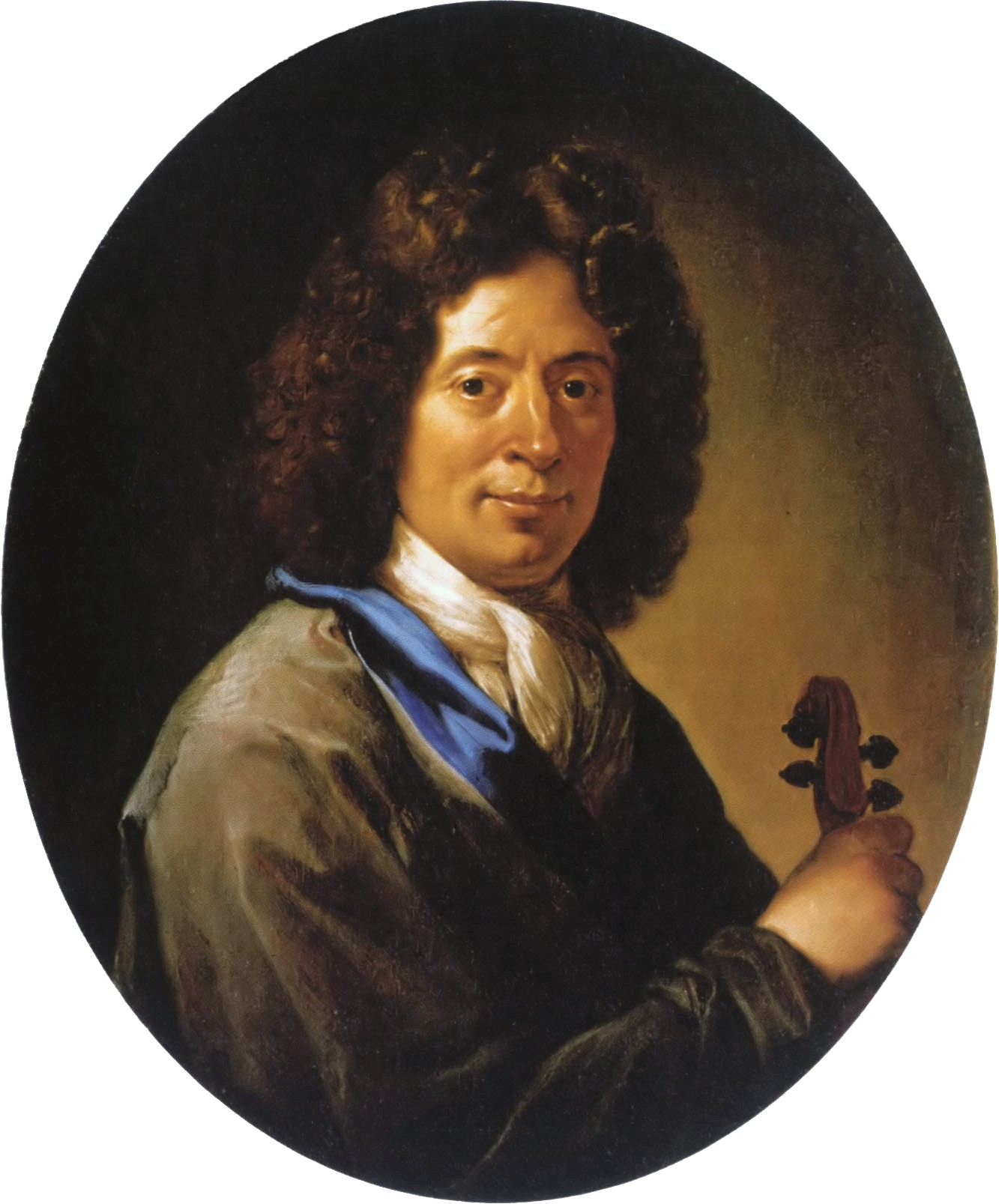
Arcangelo Corelli.

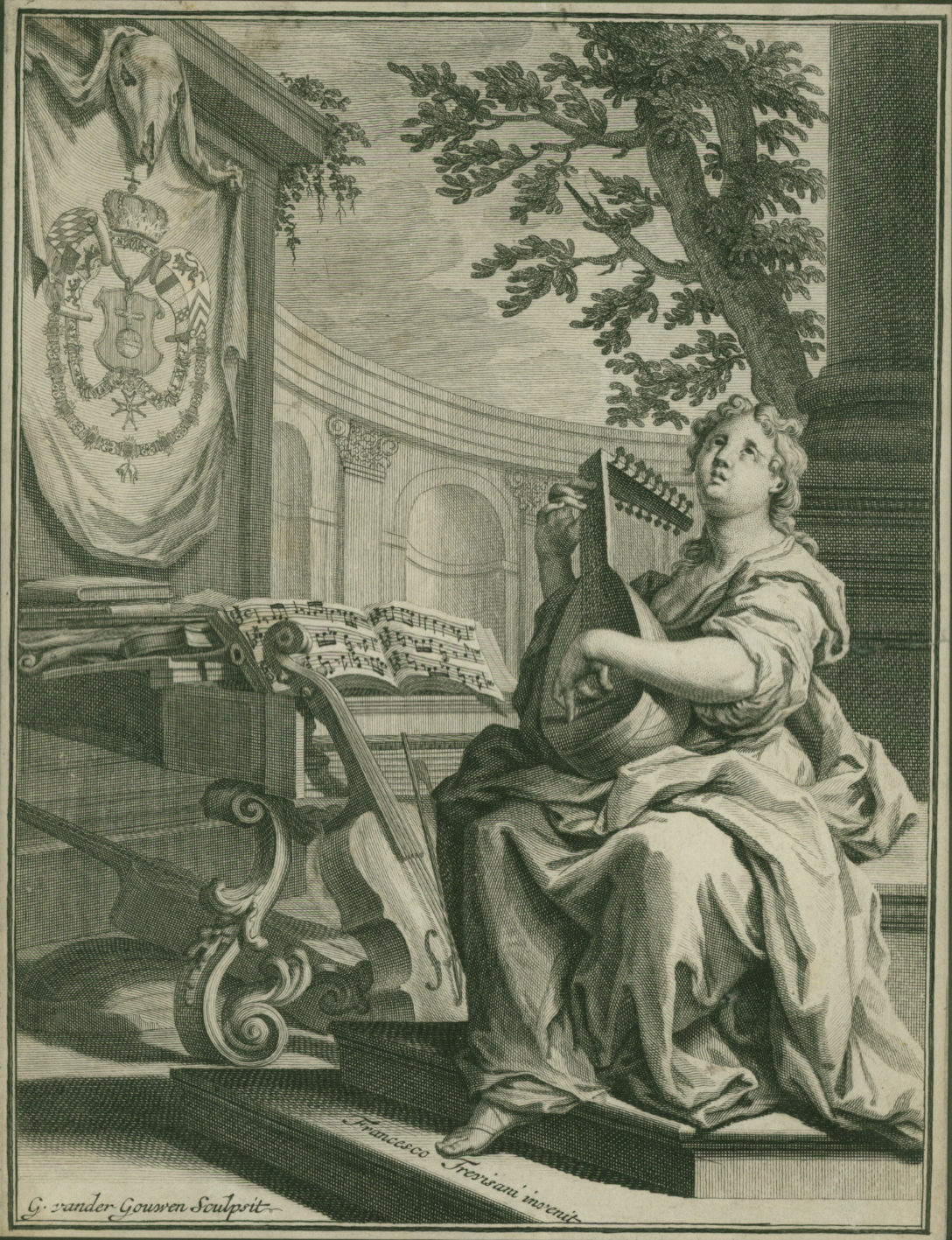
Portada de la primera edición del Concerto Grosso, op. 6.

Los 12 concerti grossi, op. 6 es una colección de doce concerti compuestos por Arcangelo Corelli (1653-1713) probablemente en la década de 1680 aunque no estuvieron preparados para su publicación hasta 1714. La dedicación de Corelli fue para el duque Juan Guillermo del Palatinado (1658-1716).
La importancia de Corelli como compositor radica en sus sonatas da camera y en los concerti grossi. Estos se encuentran entre los primeros ejemplos de concerti grossi. 

## Publicación
Su publicación, póstuma, por el editor Estienne Roger en Ámsterdam, en 1714 como opus 6, décadas después de su composición y después de que los compositores italianos se movieran a favor de la forma de concierto ritornello asociada con Vivaldi, provocó oleadas de escritura de concerto grosso en Alemania e Inglaterra, donde en 1739 Georg Friedrich Händel honró a Corelli directamente con su propio colección de doce concerti grossi.

## Estructura musical
Los doce conciertos se dividen en conciertos de iglesia (I-VIII) y conciertos de cámara (IX-XII).
Los conciertos se dividen en 4, 5 o incluso 6 tempos; en los conciertos de cámara se utilizan danzas como la gavota, la zarabanda, la corrente, el minueto, la alemanda y la giga.
El conjunto orquestal está formado por el concertino (un primer violín, un segundo violín y un violonchelo concertantes) y los 'grosso' de la orquesta (violines de ripieno, viola, violonchelo y contrabajo). El bajo continuo está formado por el clavicémbalo al que se le puede sumar el órgano portátil y el laúd.
Los 12 concerti de Corelli constituyen un magistral modelo de referencia para la forma del concerto grosso que más tarde inspiraría a Händel, Francesco Geminiani, Antonio Vivaldi, Giovanni Battista Somis (alumno de Corelli) y otros.

## Doce conciertos
1. Concerto grosso en re mayor
2. Concerto grosso en fa mayor
3. Concerto grosso en do menor
4. Concerto grosso en re mayor
5. Concerto grosso en si bemol mayor
6. Concerto grosso en fa mayor
7. Concerto grosso en re mayor
8. Concerto grosso en sol menor 'Fatto per la Notte di Natale' (Concerto de Navidad)
9. Concerto grosso en fa mayor
10. Concerto grosso en do mayor
11. Concerto grosso en si bemol mayor
12. Concerto grosso en fa mayor